# Szczęście i inne prozy
Szczęście i inne prozy – zbiór opowiadań Leszka Engelkinga.
Tom wyszedł w 2007 nakładem warszawskiej Oficyny Wydawniczej Volumen i jest książkowym debiutem prozatorskim swego twórcy, autora kilku zbiorów poetyckich oraz kilku książek literaturoznawczych i krytycznoliterackich.
Tom liczy 180 stron. Zawiera trzydzieści dwa utwory prozatorskie różnego rodzaju, poczynając od klasycznych opowiadań przez miniatury epickie aż po poematy prozą. Książka dedykowana jest żonie autora. Teksty zawarte w tomie pisane były na przestrzeni wielu lat.
Tytułowe opowiadanie opatrzone podtytułem Wariacja na temat z Nabokova nawiązuje do opowiadania Vladimira Nabokova Szczegóły zachodu słońca (1924, ros. Katastrofa, ang. Details od a Sunset, polski przekład Michała Kłobukowskiego w tomie List, który nigdy nie dotarł do Rosji i inne opowiadania, Warszawa 2007), ale wykorzystuje jego motywy w inny niż rosyjsko-amerykański pisarz, oryginalny sposób.
Najobszerniejszym tekstem książki jest opowiadanie Wyznania Fanny Monte, przodownicy pracy socjalistycznej, groteskowy obraz komunistycznej rewolucji w nieokreślonym fikcyjnym  kraju i wprowadzania tam nowych porządków, przedstawiony przez prostytutkę, pracownicę znacjonalizowanego domu publicznego. Imię i nazwisko bohaterki odwołują się, jak się zdaje, do dwu słynnych kurtyzan, fikcyjnej Fanny Hill (monte to po włosku i hiszpańsku „góra”, hill po angielsku „górka”, „wzgórze") z powieści Johna Clelanda i historycznej Loli Montez.
Wizją totalitarnego kraju, w którym ideologia wdziera się w umysły obywateli wbrew oczywistym zaprzeczającym jej faktom, jest opowiadanie Paragraf 4444.
W wielu utworach pojawiają się motywy kolejowe, a tytuły niektórych opowiadań wzajemnie do siebie nawiązują: Rękopis  znaleziony w pociągu, Pociąg znaleziony w rękopisie, Rękopis wyłowiony z morza.
Engelking w niektórych utworach parodiuje konwencje literackie (zwłaszcza konwencje bajki), nawiązuje też do znanych motywów i postaci literackich i mitologicznych. Szczególnie chętnie podejmuje temat śmierci, miłości, erotyzmu, niekiedy ewokuje atmosferę zagrożenia.
Dla kilku tekstów charakterystyczny jest chwyt wprowadzenia narratora o ograniczonej wiedzy, mniejszej niż wiedza idealnego czytelnika, potrafiącego odczytać wszelkie aluzje i znaleźć odpowiedzi na zawarte w utworach zagadki.
Krytyk Jan Gondowicz mówi w związku z tomem Engelkinga o pisarstwie palimpsestowym, zaszyfrowanym, zwodniczym, pełnym literackich podstępów.
Książka nie doczekała się na razie tłumaczeń na języki obce, ale niektóre z zawartych z niej tekstów ukazały się w przekładzie na angielski i czeski w antologiach i czasopismach.

## Literatura
- Ernest Bryll, [notka na okładce] [w:] L. Engelking, Szczęście i inne prozy, Warszawa 2007
- Aleksander Kaczorowski, Notatnik snów. „Newsweek Polska” 2008, nr 6 (10.02.08)
- Piotr Michałowski, Kaligrafia na labiryncie z papieru. „Pogranicza” 2008, nr 1
- Andrzej Dorobek, Szczęście i inne prozy. „Gościniec Sztuki” 2008, rok XI, nr 1/12
- Zofia Krzywicka, Podszewka. „Wyspa” 2008, nr 1 (5)
- Barbara Sokołowska, Pociągi pod specjalnym nadzorem. „Topos” 2008, rok XV, nr 6
- Wojciech Ligęza, Aktor konwencji. „Tygiel Kultury” 2011, nr 7-9